# SŽ serija 541
SŽ serija 541 je serija štiriosnih večsistemskih električnih lokomotiv proizvajalca Siemens Mobility. Je različica lokomotive Siemens ES64U4 (EuroSprinter U4), ki lahko poleg enosmerne napetosti 3 kV deluje tudi na izmenični napetosti 15 kV in 25 kV.
Leta 2004 so Slovenske železnice pri Siemensu naročile 20 lokomotiv v dveh različicah – deset podserije 541-0.. in deset podserije 541-1.., ki se od prve razlikuje zgolj po vgrajenih dodatnih varnostnih sistemih, zahtevanih za vožnjo po Italiji in Madžarski. Lokomotive so bile dobavljene med decembrom 2005 in majem 2007, v promet pa je bila prva uradno predana 1. junija 2006. Januarja 2008 so Slovenske železnice sklenile pogodbo za še 12 lokomotiv podserije 0.., ki so prispele v Slovenijo do konca leta 2009.
Uporabljajo se v tovornem in potniškem prometu. Obratujejo na vseh slovenskih elektrificiranih progah, na katerih to dopušča največja osna obremenitev, ter na čezmejnih vožnjah na Hrvaškem, v Avstriji in Nemčiji.